# Conjugaison latine
Pour un article plus général, voir Latin.
La conjugaison du verbe latin repose tout entière sur l'opposition de deux thèmes, celui du présent (infectum) et celui du parfait (perfectum).
Le système verbal latin s'organise donc sur trois radicaux :
- Infectum
  - Radical du présent
- Perfectum
  - Radical du parfait (qui ne concerne pas les verbes déponents)
- Radical du supin

Dans un dictionnaire, un verbe est souvent décrit par quatre ou cinq formes qui permettent de déduire toutes ses autres formes conjuguées, à partir des trois radicaux sus-mentionnés, dans un ordre variant d'un dictionnaire à l'autre :
- la première personne du singulier du présent de l'indicatif ;
- la deuxième personne du singulier du présent de l'indicatif — parfois exceptée ; —
- l'infinitif présent ;
- la première personne du singulier du parfait de l'indicatif ;
- le supin.

Les verbes ont, comme en français, une voix active et une voix passive. Naturellement, la plupart des verbes transitifs peuvent se conjuguer à la voix passive. Il existe également des verbes déponents et semi-déponents.
Il y a également 5 types de conjugaisons :
1ère conjugaison : verbes en -ar, -āre
2ème : verbes en -es, -ēre (sum compris)
3ème : verbes en -is, -ere 
3ème mixte : verbes en -is, -ere (exemple faciō)
4ème : verbes en -is, -īre

## Radicaux de conjugaison

### Radical du présent
Le radical du présent s'obtient en enlevant à l'infinitif présent sa désinence -re :
Les verbes irréguliers peuvent en revanche avoir un radical changeant dans cette partie de la conjugaison.
Ce radical sert à conjuguer :
- les indicatifs présent, imparfait et futur (actifs et passifs)
- les subjonctifs présent et imparfait (actifs et passifs)
- les impératifs présent (actif et passif) et futur (actif)
- l'infinitif présent (actif et passif)
- le participe présent (actif)
- le gérondif (actif)
- l'adjectif verbal (passif)

### Radical du  parfait
Le radical du parfait s’obtient en enlevant à la première personne du singulier de l’indicatif parfait sa désinence -ī :
- amāvī : amā(v)-
- dēlēvī : dēlē(v)-
- lēgī : lēg-
- cēpī : cēp-
- audīvī : audī(v)-

Le principe est valable aussi pour les verbes irréguliers au radical du présent : ils sont de fait réguliers au radical du parfait : 
- fuī : fu-
- ivī : i(v)-
- voluī : volu-
- tulī : tul-

Ce radical sert à conjuguer :
- les indicatifs parfait, plus-que-parfait et futur antérieur (actifs)
- les subjonctifs parfait et plus-que-parfait (actifs)
- l’infinitif parfait (actif)

### Radical du supin
Le radical du supin s'obtient en enlevant au supin sa désinence -um :
- amātum : amāt-
- dēlētum : dēlēt-
- lectum : lect-
- captum : capt-
- audītum : audīt-

Ce principe est également valable pour les verbes irréguliers au radical du présent : ils sont de fait réguliers au radical du supin :
- itum : it-
- lātum : lāt-

Toutefois, esse, velle, nolle, malle n’ont pas de supin et ont une conjugaison incomplète (on cite parfois à la place leur participe futur pour mentionner le radical applicable aux autres temps normalement dérivés du supin : par exemple futūrus, participe futur de esse).
Ce radical sert à conjuguer :
- l'indicatif parfait, plus-que-parfait et futur antérieur (passifs)
- les subjonctifs parfait et plus-que-parfait (passifs)
- les infinitifs futur (actif et passif) et parfait (passif)
- les participes futur (actif) et parfait (passif)
- le supin (actif)

## Les modèles de conjugaison
La classification scolaire en 4 ou 5 conjugaisons, basée sur la voyelle finale du thème, n'est valable que pour la série de l'infectum, construite sur le radical du présent. À la série du perfectum, construite sur les radicaux du parfait et du supin, cette distinction est inappropriée,.

### Radical du présent
- La 1re conjugaison est une conjugaison vocalique en -ā. On reconnaît les verbes lui appartenant à leur infinitif présent en -āre. Le ă bref de l'infinitif dăre est une exception explicable par la linguistique comparée[5].
  - amō, amās, amāre[note 3], amāvī, amātum (aimer)
- La 2e conjugaison est une conjugaison vocalique en -ē. On reconnaît les verbes lui appartenant à leur première personne du singulier du présent de l'indicatif en -eō et leur infinitif présent en -ēre.
  - moneō, monēs, monēre, monuī, monitum (avertir)
- La 3e conjugaison est une conjugaison consonantique (qui comprend également les verbes dont le thème se termine en -u, comme statuĕre). On reconnaît les verbes lui appartenant à leur deuxième personne du singulier du présent de l'indicatif en -ĭs et leur infinitif présent en -ĕre. Ils présentent à certaines formes un -ĭ- intercalaire, qui est absent à d'autres comme la première personne du singulier du présent de l'indicatif.
  - legō, legĭs, legĕre (< *leg-ĭ-se, avec rhotacisme), lēgī, lectum (lire) — (noter ici la mutation de la dernière consonne du radical au supin).
- La 3e conjugaison mixte, comme la 3e conjugaison, est une conjugaison consonantique. Elle a par contre une voyelle de liaison supplémentaire (le -i-) à la première personne du singulier et à la troisième personne du pluriel, la rapprochant de la 4e conjugaison.
  - capiō, capĭs, capĕre (< *capĭ-se), cēpī, captum (prendre)
- La 4e conjugaison est une conjugaison vocalique en -ī. On reconnaît les verbes lui appartenant à leur infinitif présent en -īre.
  - audiō, audīs, audīre, audī(u)ī, audītum (entendre)

On peut distinguer deux types de verbes bien différenciés : d'une part les verbes en -ā et en -ē, d'autre part les 3 conjugaisons restantes.
- Il existe également quelques verbes irréguliers au thème du présent - d'anciens verbes athématiques pour la plupart[7] -, qui ne sont pas classés dans ces groupes :
  - sum, es, esse, fuī, — (être) et ses composés (posse, abesse, etc.)
  - eō, is, īre, i(u)ī, itum (aller) et ses composés (abīre, etc.)
  - uolō, uīs, uelle, uoluī, — (ou volō, vīs, velle, voluī, —) (vouloir) et ses composés : nōlō (< * ne volō ; ne pas vouloir) et mālō (< *magis volō ; préférer)
  - ferō, fers, ferre, tulī, lātum (porter) et ses composés (conferre, auferre, etc.), dont la conjugaison est identique à celle de legō (3e conjugaison), à l'exception de quelques formes athématiques (fers au lieu de *ferĭs, ferre au lieu de *ferĕre, etc.).

## Modes et temps
Les modes et temps suivants existent en latin :
| - voix active - indicatif - présent - imparfait - futur simple - parfait - plus-que-parfait - futur antérieur - subjonctif - présent - imparfait - parfait - plus-que-parfait - impératif - présent - futur - infinitif - présent - parfait - futur - participe - présent - futur - gérondif - supin | - voix passive - indicatif - présent - imparfait - futur - parfait - plus-que-parfait - futur antérieur - subjonctif - présent - imparfait - parfait - plus-que-parfait - impératif - présent - infinitif - présent - parfait - futur - participe - parfait - adjectif verbal |

## Verbes déponents et semi-déponents
Les verbes déponents se conjuguent à la forme passive mais ont un sens actif. Comme aucune conjugaison de la forme passive n'utilise le radical de l'indicatif parfait, ces verbes n'ont donc que deux radicaux.
- sequor, sequĕris, sequī, secūtus sum
- patior, patĕris, patī, passus sum

Les verbes semi-déponents (très peu nombreux) ont un sens actif, mais se conjuguent à la forme active aux temps construits sur le radical de l'indicatif présent et à la forme passive aux autres temps (construits sur le radical du supin). Ils n'ont donc eux aussi que deux radicaux.
- audeō, audēs, audēre, ausus sum
- gaudeō, gaudēs, gaudēre, gāvīsus sum
- fīdō, fīdis, fīdere, fīsus sum

Les verbes déponents utilisent la conjugaison active pour les temps qui n'existent pas au passif : gérondif, supin, participes présent et futur, et aussi pour l'infinitif futur.
L'adjectif verbal des verbes déponents a un sens passif (c'est leur seule forme à sens passif).

## Formes syncopées
Dans les temps construits sur le radical de l'indicatif parfait, et lorsque celui-ci se finit en -āv, -ēv, -īv, -ōv, il peut y avoir chute d'une lettre ou d'une syllabe dans certains cas.
- la syllabe -ve- tombe quand elle est suivie d'un r (seule la lettre v tombe si elle est précédée d'un i). Exemples : amāverō, dēlēverō, audīverō, nōverō peuvent devenir amārō, dēlērō, audierō, nōrō
- la syllabe -vi- tombe quand elle est suivie d'un s (la lettre v peut être la seule à tomber quand elle est précédée d'un i). Exemples : amāvisse, dēlēvisse, audīvisse, nōvisse peuvent devenir amāsse, dēlēsse, audīsse (ou audiisse), nōsse

## Tableaux de conjugaison
| VOIX ACTIVE  | VOIX ACTIVE | VOIX ACTIVE | VOIX ACTIVE | VOIX ACTIVE       | VOIX ACTIVE     | VOIX ACTIVE   | VOIX ACTIVE | VOIX ACTIVE     | VOIX ACTIVE      | VOIX ACTIVE     |
|              | Indicatif   | Indicatif   | Indicatif   | Indicatif         | Indicatif       | Indicatif     | Subjonctif  | Subjonctif      | Subjonctif       | Subjonctif      |
| Présent      | Imparfait   | Futur       | Parfait     | Plus-que-parfait  | Futur antérieur | Présent       | Imparfait   | Parfait         | Plus-que-parfait |                 |
| ------------ | ----------- | ----------- | ----------- | ----------------- | --------------- | ------------- | ----------- | --------------- | ---------------- | --------------- |
| 1re p. sg.   | amō         | amābam      | amābō       | amāvī             | amāveram        | amāverō       | amem        | amārem          | amāverim         | amāvissem       |
| 2e p. sg.    | amās        | amābās      | amābis      | amāvistī          | amāverās        | amāveris      | amēs        | amārēs          | amāverīs         | amāvissēs       |
| 3e p. sg.    | amat        | amābat      | amābit      | amāvit            | amāverat        | amāverit      | amet        | amāret          | amāverit         | amāvisset       |
| 1re p. pl.   | amāmus      | amābāmus    | amābimus    | amāvimus          | amāverāmus      | amāverimus    | amēmus      | amārēmus        | amāverīmus       | amāvissēmus     |
| 2e p. pl.    | amātis      | amābātis    | amābitis    | amāvistis         | amāverātis      | amāveritis    | amētis      | amārētis        | amāverītis       | amāvissētis     |
| 3e p. pl.    | amant       | amābant     | amābunt     | amāverunt/amāvere | amāverant       | amāverint     | ament       | amārent         | amāverint        | amāvissent      |
|              | Impératif   | Impératif   | Infinitif   | Infinitif         | Infinitif       | Participe     | Participe   |                 | Gérondif         | Supin           |
| Présent      | Futur       | Présent     | Parfait     | Futur             | Présent         | Futur         |             |                 | Gérondif         | Supin           |
| 2e p. sg.    | amā         | amātō       | amāre       | amāvisse          | amātūrum esse   | amāns         | amātūrus    | Accusatif       | amandum          | amātum          |
| 3e p. sg.    |             | amātō       | amāre       | amāvisse          | amātūrum esse   | amāns         | amātūrus    | Génitif         | amandī           |                 |
| 2e p. pl.    | amāte       | amātōte     | amāre       | amāvisse          | amātūrum esse   | amāns         | amātūrus    | Datif           | amandō           |                 |
| 3e p. pl.    |             | amantō      | amāre       | amāvisse          | amātūrum esse   | amāns         | amātūrus    | Ablatif         | amandō           | amātū           |
| VOIX PASSIVE |             |             |             |                   |                 |               |             |                 |                  |                 |
|              | Indicatif   | Indicatif   | Indicatif   | Indicatif         | Indicatif       | Indicatif     | Subjonctif  | Subjonctif      | Subjonctif       | Subjonctif      |
| Présent      | Imparfait   | Futur       | Parfait     | Plus-que-parfait  | Futur antérieur | Présent       | Imparfait   | Parfait         | Plus-que-parfait |                 |
| 1re p. sg.   | amor        | amābar      | amābor      | amātus sum        | amātus eram     | amātus erō    | amer        | amārer          | amātus sim       | amātus essem    |
| 2e p. sg.    | amāris      | amābāris    | amāberis    | amātus es         | amātus eras     | amātus eris   | amēris      | amārēris        | amātus sis       | amātus esses    |
| 3e p. sg.    | amātur      | amābātur    | amābitur    | amātus est        | amātus erat     | amātus erit   | amētur      | amārētur        | amātus sit       | amātus esset    |
| 1re p. pl.   | amāmur      | amābāmur    | amābimur    | amātī sumus       | amātī eramus    | amātī erimus  | amēmur      | amārēmur        | amātī simus      | amātī essemus   |
| 2e p. pl.    | amāminī     | amābāminī   | amābiminī   | amātī estis       | amātī eratis    | amātī eritis  | amēminī     | amārēminī       | amātī sitis      | amātī essetis   |
| 3e p. pl.    | amantur     | amābantur   | amābuntur   | amātī sunt        | amātī erant     | amātī erunt   | amentur     | amārentur       | amātī sint       | amātī essent    |
|              | Impératif   | Impératif   | Infinitif   | Infinitif         | Infinitif       |               | Participe   | Adjectif verbal | Adjectif verbal  | Adjectif verbal |
| Présent      | Futur       | Présent     | Parfait     | Futur             | Parfait         | m.            | f.          | n.              |                  |                 |
| 2e p. sg.    | amāre       | amātor      | amārī       | amātum esse       | amātum īrī      | Nominatif sg. | amātus      | amandus         | amanda           | amandum         |
| 2e p. pl.    | amāminī     | amantor     | amārī       | amātum esse       | amātum īrī      | Nominatif pl. | amātī       | amandī          | amandae          | amanda          |

Exemple
Mater et pater (1) puerum amant. (La mère et le père aiment l’enfant.)
(1) Autre possibilité : Mater paterque.
Remarques :
- À la voix passive, la 2e personne du singulier peut prendre une désinence en -re au lieu de -ris : amāre, amābāre, amābere, amēre, amārēre.
- À la voix active, la 3e personne du pluriel de l’indicatif parfait peut prendre une désinence en -re au lieu de -runt : amāvere.
- À la voix passive, l'impératif futur n'est pas utilisé en tant que passif et les formes données n'appartiennent qu'aux verbes déponents ; de toute façon, ces formes sont limitées à la 2e personne et 3e personne du singulier (identiques) et à la 3e personne du pluriel, cette dernière étant d'un usage très rare.

| VOIX ACTIVE  | VOIX ACTIVE | VOIX ACTIVE | VOIX ACTIVE  | VOIX ACTIVE      | VOIX ACTIVE     | VOIX ACTIVE     | VOIX ACTIVE | VOIX ACTIVE | VOIX ACTIVE      | VOIX ACTIVE    |
|              | Indicatif   | Indicatif   | Indicatif    | Indicatif        | Indicatif       | Indicatif       | Subjonctif  | Subjonctif  | Subjonctif       | Subjonctif     |
| Présent      | Imparfait   | Futur       | Parfait      | Plus-que-parfait | Futur antérieur | Présent         | Imparfait   | Parfait     | Plus-que-parfait |                |
| ------------ | ----------- | ----------- | ------------ | ---------------- | --------------- | --------------- | ----------- | ----------- | ---------------- | -------------- |
| 1re p. sg.   | dēleō       | dēlēbam     | dēlēbō       | dēlēvī           | dēlēveram       | dēlēverō        | dēleam      | dēlērem     | dēlēverim        | dēlēvissem     |
| 2e p. sg.    | dēlēs       | dēlēbās     | dēlēbis      | dēlēvistī        | dēlēverās       | dēlēveris       | dēleās      | dēlērēs     | dēlēverīs        | dēlēvissēs     |
| 3e p. sg.    | dēlet       | dēlēbat     | dēlēbit      | dēlēvit          | dēlēverat       | dēlēverit       | dēleat      | dēlēret     | dēlēverit        | dēlēvisset     |
| 1re p. pl.   | dēlēmus     | dēlēbāmus   | dēlēbimus    | dēlēvimus        | dēlēverāmus     | dēlēverimus     | dēleāmus    | dēlērēmus   | dēlēverīmus      | dēlēvissēmus   |
| 2e p. pl.    | dēlētis     | dēlēbātis   | dēlēbitis    | dēlēvistis       | dēlēverātis     | dēlēveritis     | dēleātis    | dēlērētis   | dēlēverītis      | dēlēvissētis   |
| 3e p. pl.    | dēlent      | dēlēbant    | dēlēbunt     | dēlēverunt       | dēlēverant      | dēlēverint      | dēleant     | dēlērent    | dēlēverint       | dēlēvissent    |
|              | Impératif   | Impératif   | Infinitif    | Infinitif        | Infinitif       | Participe       | Participe   |             | Gérondif         | Supin          |
| Présent      | Futur       | Présent     | Parfait      | Futur            | Présent         | Futur           |             |             | Gérondif         | Supin          |
| 2e p. sg.    | dēlē        | dēlētō      | dēlēre       | dēlēvisse        | dēlētūrum esse  | dēlēns          | dēlētūrus   | Accusatif   | dēlendum         | dēlētum        |
| 3e p. sg.    |             | dēlētō      | dēlēre       | dēlēvisse        | dēlētūrum esse  | dēlēns          | dēlētūrus   | Génitif     | dēlendī          |                |
| 2e p. pl.    | dēlēte      | dēlētōte    | dēlēre       | dēlēvisse        | dēlētūrum esse  | dēlēns          | dēlētūrus   | Datif       | dēlendō          |                |
| 3e p. pl.    |             | dēlentō     | dēlēre       | dēlēvisse        | dēlētūrum esse  | dēlēns          | dēlētūrus   | Ablatif     | dēlendō          | dēlētū         |
| VOIX PASSIVE |             |             |              |                  |                 |                 |             |             |                  |                |
|              | Indicatif   | Indicatif   | Indicatif    | Indicatif        | Indicatif       | Indicatif       | Subjonctif  | Subjonctif  | Subjonctif       | Subjonctif     |
| Présent      | Imparfait   | Futur       | Parfait      | Plus-que-parfait | Futur antérieur | Présent         | Imparfait   | Parfait     | Plus-que-parfait |                |
| 1re p. sg.   | dēleor      | dēlēbar     | dēlēbor      | dēlētus sum      | dēlētus eram    | dēlētus erō     | dēlear      | dēlērer     | dēlētus sim      | dēlētus essem  |
| 2e p. sg.    | dēlēris     | dēlēbāris   | dēlēberis    | dēlētus es       | dēlētus erās    | dēlētus eris    | dēleāris    | dēlērēris   | dēlētus sis      | dēlētus esses  |
| 3e p. sg.    | dēlētur     | dēlēbātur   | dēlēbitur    | dēlētus est      | dēlētus erat    | dēlētus erit    | dēleātur    | dēlērētur   | dēlētus sit      | dēlētus esset  |
| 1re p. pl.   | dēlēmur     | dēlēbāmur   | dēlēbimur    | dēlētī sumus     | dēlētī erāmus   | dēlētī erimus   | dēleāmur    | dēlērēmur   | dēlētī simus     | dēlētī essemus |
| 2e p. pl.    | dēlēminī    | dēlēbāminī  | dēlēbiminī   | dēlētī estis     | dēlētī erātis   | dēlētī eritis   | dēleāminī   | dēlērēminī  | dēlētī sitis     | dēlētī essetis |
| 3e p. pl.    | dēlentur    | dēlēbantur  | dēlēbuntur   | dēlētī sunt      | dēlētī erant    | dēlētī erunt    | dēleantur   | dēlērentur  | dēlētī sint      | dēlētī essent  |
|              | Impératif   | Infinitif   | Infinitif    | Infinitif        | Participe       | Adjectif verbal |             |             |                  |                |
|              | Présent     | Présent     | Parfait      | Futur            | Parfait         | Adjectif verbal |             |             |                  |                |
| 2e p. sg.    | dēlēre      | dēlērī      | dēlētum esse | dēlētum īrī      | dēlētus         | dēlendus        |             |             |                  |                |
| 2e p. pl.    | dēlēminī    | dēlērī      | dēlētum esse | dēlētum īrī      | dēlētus         | dēlendus        |             |             |                  |                |

Exemple
Scholas dēleō. (Je détruis les écoles.)
Remarques :
- À la voix passive, la 2e personne du singulier peut prendre une désinence en -re au lieu de -ris : dēlēre, dēlēbāre, dēlēbere, dēleāre, dēlērēre.
- À la voix active, la 3e personne du pluriel de l’indicatif parfait peut prendre une désinence en -re au lieu de -runt : dēlēvere.

| VOIX ACTIVE  | VOIX ACTIVE | VOIX ACTIVE | VOIX ACTIVE | VOIX ACTIVE      | VOIX ACTIVE     | VOIX ACTIVE     | VOIX ACTIVE | VOIX ACTIVE | VOIX ACTIVE      | VOIX ACTIVE   |
|              | Indicatif   | Indicatif   | Indicatif   | Indicatif        | Indicatif       | Indicatif       | Subjonctif  | Subjonctif  | Subjonctif       | Subjonctif    |
| Présent      | Imparfait   | Futur       | Parfait     | Plus-que-parfait | Futur antérieur | Présent         | Imparfait   | Parfait     | Plus-que-parfait |               |
| ------------ | ----------- | ----------- | ----------- | ---------------- | --------------- | --------------- | ----------- | ----------- | ---------------- | ------------- |
| 1re p. sg.   | legō        | legēbam     | legam       | lēgī             | lēgeram         | lēgerō          | legam       | legerem     | lēgerim          | lēgissem      |
| 2e p. sg.    | legis       | legēbās     | legēs       | lēgistī          | lēgerās         | lēgeris         | legās       | legerēs     | lēgerīs          | lēgissēs      |
| 3e p. sg.    | legit       | legēbat     | leget       | lēgit            | lēgerat         | lēgerit         | legat       | legeret     | lēgerit          | lēgisset      |
| 1re p. pl.   | legimus     | legēbāmus   | legēmus     | lēgimus          | lēgerāmus       | lēgerimus       | legāmus     | legerēmus   | lēgerīmus        | lēgissēmus    |
| 2e p. pl.    | legitis     | legēbātis   | legētis     | lēgistis         | lēgerātis       | lēgeritis       | legātis     | legerētis   | lēgerītis        | lēgissētis    |
| 3e p. pl.    | legunt      | legēbant    | legent      | lēgerunt         | lēgerant        | lēgerint        | legant      | legerent    | lēgerint         | lēgissent     |
|              | Impératif   | Impératif   | Infinitif   | Infinitif        | Infinitif       | Participe       | Participe   |             | Gérondif         | Supin         |
| Présent      | Futur       | Présent     | Parfait     | Futur            | Présent         | Futur           |             |             | Gérondif         | Supin         |
| 2e p. sg.    | lege        | legitō      | legere      | lēgisse          | lēctūrum esse   | legēns          | lēctūrus    | Accusatif   | legendum         | lēctum        |
| 3e p. sg.    |             | legitō      | legere      | lēgisse          | lēctūrum esse   | legēns          | lēctūrus    | Génitif     | legendī          |               |
| 2e p. pl.    | legite      | legitōte    | legere      | lēgisse          | lēctūrum esse   | legēns          | lēctūrus    | Datif       | legendō          |               |
| 3e p. pl.    |             | leguntō     | legere      | lēgisse          | lēctūrum esse   | legēns          | lēctūrus    | Ablatif     | legendō          | lēctū         |
| VOIX PASSIVE |             |             |             |                  |                 |                 |             |             |                  |               |
|              | Indicatif   | Indicatif   | Indicatif   | Indicatif        | Indicatif       | Indicatif       | Subjonctif  | Subjonctif  | Subjonctif       | Subjonctif    |
| Présent      | Imparfait   | Futur       | Parfait     | Plus-que-parfait | Futur antérieur | Présent         | Imparfait   | Parfait     | Plus-que-parfait |               |
| 1re p. sg.   | legor       | legēbar     | legar       | lectus sum       | lectus eram     | lectus erō      | legar       | legerer     | lectus sim       | lectus essem  |
| 2e p. sg.    | legeris     | legēbāris   | legēris     | lectus es        | lectus erās     | lectus eris     | legāris     | legerēris   | lectus sis       | lectus esses  |
| 3e p. sg.    | legitur     | legēbātur   | legētur     | lectus est       | lectus erat     | lectus erit     | legātur     | legerētur   | lectus sit       | lectus esset  |
| 1re p. pl.   | legimur     | legēbāmur   | legēmur     | lectī sumus      | lectī erāmus    | lectī erimus    | legāmur     | legerēmur   | lectī simus      | lectī essemus |
| 2e p. pl.    | legiminī    | legēbāminī  | legēminī    | lectī estis      | lectī erātis    | lectī eritis    | legāminī    | legerēminī  | lectī sitis      | lectī essetis |
| 3e p. pl.    | leguntur    | legēbantur  | legentur    | lectī sunt       | lectī erant     | lectī erunt     | legantur    | legerentur  | lectī sint       | lectī essent  |
|              | Impératif   | Infinitif   | Infinitif   | Infinitif        | Participe       | Adjectif verbal |             |             |                  |               |
|              | Présent     | Présent     | Parfait     | Futur            | Parfait         | Adjectif verbal |             |             |                  |               |
| 2e p. sg.    | legere      | legī        | lēctum esse | lēctum īrī       | lēctus          | legendus        |             |             |                  |               |
| 2e p. pl.    | legiminī    | legī        | lēctum esse | lēctum īrī       | lēctus          | legendus        |             |             |                  |               |

Exemple
Domi legit. (Il lit à la maison.)
Remarques :
- À la voix passive, la 2e personne du singulier peut prendre une désinence en -re au lieu de -ris : legere, legebāre, legēre, legāre, legerēre.
- À la voix active, la 3e personne du pluriel de l’indicatif parfait peut prendre une désinence en -re au lieu de -runt : legere.

| VOIX ACTIVE  | VOIX ACTIVE | VOIX ACTIVE | VOIX ACTIVE | VOIX ACTIVE      | VOIX ACTIVE     | VOIX ACTIVE     | VOIX ACTIVE | VOIX ACTIVE | VOIX ACTIVE      | VOIX ACTIVE   |
|              | Indicatif   | Indicatif   | Indicatif   | Indicatif        | Indicatif       | Indicatif       | Subjonctif  | Subjonctif  | Subjonctif       | Subjonctif    |
| Présent      | Imparfait   | Futur       | Parfait     | Plus-que-parfait | Futur antérieur | Présent         | Imparfait   | Parfait     | Plus-que-parfait |               |
| ------------ | ----------- | ----------- | ----------- | ---------------- | --------------- | --------------- | ----------- | ----------- | ---------------- | ------------- |
| 1re p. sg.   | capiō       | capiēbam    | capiam      | cēpī             | cēperam         | cēperō          | capiam      | caperem     | cēperim          | cēpissem      |
| 2e p. sg.    | capis       | capiēbās    | capiēs      | cēpistī          | cēperās         | cēperis         | capiās      | caperēs     | cēperīs          | cēpissēs      |
| 3e p. sg.    | capit       | capiēbat    | capiet      | cēpit            | cēperat         | cēperit         | capiat      | caperet     | cēperit          | cēpisset      |
| 1re p. pl.   | capimus     | capiēbāmus  | capiēmus    | cēpimus          | cēperāmus       | cēperimus       | capiāmus    | caperēmus   | cēperīmus        | cēpissēmus    |
| 2e p. pl.    | capitis     | capiēbātis  | capiētis    | cēpistis         | cēperātis       | cēperitis       | capiātis    | caperētis   | cēperītis        | cēpissētis    |
| 3e p. pl.    | capiunt     | capiēbant   | capient     | cēperunt         | cēperant        | cēperint        | capiant     | caperent    | cēperint         | cēpissent     |
|              | Impératif   | Impératif   | Infinitif   | Infinitif        | Infinitif       | Participe       | Participe   |             | Gérondif         | Supin         |
| Présent      | Futur       | Présent     | Parfait     | Futur            | Présent         | Futur           |             |             | Gérondif         | Supin         |
| 2e p. sg.    | cape        | capitō      | capere      | cēpisse          | captūrum esse   | capiēns         | captūrus    | Accusatif   | capiendum        | captum        |
| 3e p. sg.    |             | capitō      | capere      | cēpisse          | captūrum esse   | capiēns         | captūrus    | Génitif     | capiendī         |               |
| 2e p. pl.    | capite      | capitōte    | capere      | cēpisse          | captūrum esse   | capiēns         | captūrus    | Datif       | capiendō         |               |
| 3e p. pl.    |             | capiuntō    | capere      | cēpisse          | captūrum esse   | capiēns         | captūrus    | Ablatif     | capiendō         | captū         |
| VOIX PASSIVE |             |             |             |                  |                 |                 |             |             |                  |               |
|              | Indicatif   | Indicatif   | Indicatif   | Indicatif        | Indicatif       | Indicatif       | Subjonctif  | Subjonctif  | Subjonctif       | Subjonctif    |
| Présent      | Imparfait   | Futur       | Parfait     | Plus-que-parfait | Futur antérieur | Présent         | Imparfait   | Parfait     | Plus-que-parfait |               |
| 1re p. sg.   | capior      | capiēbar    | capiar      | captus sum       | captus eram     | captus erō      | capiar      | caperer     | captus sim       | captus essem  |
| 2e p. sg.    | caperis     | capiēbāris  | capiēris    | captus es        | captus eras     | captus eris     | capiāris    | caperēris   | captus sis       | captus esses  |
| 3e p. sg.    | capitur     | capiēbātur  | capiētur    | captus est       | captus erat     | captus erit     | capiātur    | caperētur   | captus sit       | captus esset  |
| 1re p. pl.   | capimur     | capiēbāmur  | capiēmur    | captī sumus      | captī eramus    | captī erimus    | capiāmur    | caperēmur   | captī simus      | captī essemus |
| 2e p. pl.    | capiminī    | capiēbāminī | capiēminī   | captī estis      | captī eratis    | captī eritis    | capiāminī   | caperēminī  | captī sitis      | captī essetis |
| 3e p. pl.    | capiuntur   | capiēbantur | capientur   | captī sunt       | captī erant     | captī erunt     | capiantur   | caperentur  | captī sint       | captī essent  |
|              | Impératif   | Infinitif   | Infinitif   | Infinitif        | Participe       | Adjectif verbal |             |             |                  |               |
|              | Présent     | Présent     | Parfait     | Futur            | Parfait         | Adjectif verbal |             |             |                  |               |
| 2e p. sg.    | capere      | capī        | captum esse | captum īrī       | captus          | capiendus       |             |             |                  |               |
| 2e p. pl.    | capiminī    | capī        | captum esse | captum īrī       | captus          | capiendus       |             |             |                  |               |

Exemple
Praeceptorem ingeniosum habebamus. (Nous avions un professeur intelligent.)
Remarques :
- À la voix passive, la 2e personne du singulier peut prendre une désinence en -re au lieu de -ris : capere, capiēbāre, capiēre, capiāre, caperēre.
- À la voix active, la 3e personne du pluriel de l’indicatif parfait peut prendre une désinence en -re au lieu de -runt : cepere.

| VOIX ACTIVE  | VOIX ACTIVE | VOIX ACTIVE | VOIX ACTIVE  | VOIX ACTIVE      | VOIX ACTIVE     | VOIX ACTIVE     | VOIX ACTIVE | VOIX ACTIVE | VOIX ACTIVE      | VOIX ACTIVE    |
|              | Indicatif   | Indicatif   | Indicatif    | Indicatif        | Indicatif       | Indicatif       | Subjonctif  | Subjonctif  | Subjonctif       | Subjonctif     |
| Présent      | Imparfait   | Futur       | Parfait      | Plus-que-parfait | Futur antérieur | Présent         | Imparfait   | Parfait     | Plus-que-parfait |                |
| ------------ | ----------- | ----------- | ------------ | ---------------- | --------------- | --------------- | ----------- | ----------- | ---------------- | -------------- |
| 1re p. sg.   | audiō       | audiēbam    | audiam       | audīvī           | audīveram       | audīverō        | audiam      | audīrem     | audīverim        | audīvissem     |
| 2e p. sg.    | audīs       | audiēbās    | audiēs       | audīvistī        | audīverās       | audīveris       | audiās      | audīrēs     | audīverīs        | audīvissēs     |
| 3e p. sg.    | audit       | audiēbat    | audiet       | audīvit          | audīverat       | audīverit       | audiat      | audīret     | audīverit        | audīvisset     |
| 1re p. pl.   | audīmus     | audiēbāmus  | audiēmus     | audīvimus        | audīverāmus     | audīverimus     | audiāmus    | audīrēmus   | audīverīmus      | audīvissēmus   |
| 2e p. pl.    | audītis     | audiēbātis  | audiētis     | audīvistis       | audīverātis     | audīveritis     | audiātis    | audīrētis   | audīverītis      | audīvissētis   |
| 3e p. pl.    | audiunt     | audiēbant   | audient      | audīverunt       | audīverant      | audīverint      | audiant     | audīrent    | audīverint       | audīvissent    |
|              | Impératif   | Impératif   | Infinitif    | Infinitif        | Infinitif       | Participe       | Participe   |             | Gérondif         | Supin          |
| Présent      | Futur       | Présent     | Parfait      | Futur            | Présent         | Futur           |             |             | Gérondif         | Supin          |
| 2e p. sg.    | audī        | audītō      | audīre       | audīvisse        | audītūrum esse  | audiēns         | audītūrus   | Accusatif   | audiendum        | audītum        |
| 3e p. sg.    |             | audītō      | audīre       | audīvisse        | audītūrum esse  | audiēns         | audītūrus   | Génitif     | audiendī         |                |
| 2e p. pl.    | audīte      | audītōte    | audīre       | audīvisse        | audītūrum esse  | audiēns         | audītūrus   | Datif       | audiendō         |                |
| 3e p. pl.    |             | audiuntō    | audīre       | audīvisse        | audītūrum esse  | audiēns         | audītūrus   | Ablatif     | audiendō         | audītū         |
| VOIX PASSIVE |             |             |              |                  |                 |                 |             |             |                  |                |
|              | Indicatif   | Indicatif   | Indicatif    | Indicatif        | Indicatif       | Indicatif       | Subjonctif  | Subjonctif  | Subjonctif       | Subjonctif     |
| Présent      | Imparfait   | Futur       | Parfait      | Plus-que-parfait | Futur antérieur | Présent         | Imparfait   | Parfait     | Plus-que-parfait |                |
| 1re p. sg.   | audior      | audiēbar    | audiar       | auditus sum      | auditus eram    | auditus erō     | audiar      | audīrer     | auditus sim      | auditus essem  |
| 2e p. sg.    | audīris     | audiēbāris  | audiēris     | auditus es       | auditus eras    | auditus eris    | audiāris    | audīrēris   | auditus sis      | auditus esses  |
| 3e p. sg.    | audītur     | audiēbātur  | audiētur     | auditus est      | auditus erat    | auditus erit    | audiātur    | audīrētur   | auditus sit      | auditus esset  |
| 1re p. pl.   | audīmur     | audiēbāmur  | audiēmur     | auditī sumus     | auditī eramus   | auditī erimus   | audiāmur    | audīrēmur   | auditī simus     | auditī essemus |
| 2e p. pl.    | audīminī    | audiēbāminī | audiēminī    | auditī estis     | auditī eratis   | auditī eritis   | audiāminī   | audirēminī  | auditī sitis     | auditī essetis |
| 3e p. pl.    | audiuntur   | audiēbantur | audientur    | auditī sunt      | auditī erant    | auditī erunt    | audiantur   | audīrentur  | auditī sint      | auditī essent  |
|              | Impératif   | Infinitif   | Infinitif    | Infinitif        | Participe       | Adjectif verbal |             |             |                  |                |
|              | Présent     | Présent     | Parfait      | Futur            | Parfait         | Adjectif verbal |             |             |                  |                |
| 2e p. sg.    | audīre      | audīrī      | audītum esse | audītum īrī      | audītus         | audiendus       |             |             |                  |                |
| 2e p. pl.    | audīminī    | audīrī      | audītum esse | audītum īrī      | audītus         | audiendus       |             |             |                  |                |

Exemple
Magistrum scholae audītis. (Vous écoutez le maître d’école.)
Remarques :
- À la voix passive, la 2e personne du singulier peut prendre une désinence en -re au lieu de -ris : audīre, audiēbāre, audiēre, audiāre, audīrēre.
- À la voix active, la 3e personne du pluriel de l’indicatif parfait peut prendre une désinence en -re au lieu de -runt : audīvere.

| VOIX ACTIVE | VOIX ACTIVE | VOIX ACTIVE | VOIX ACTIVE | VOIX ACTIVE      | VOIX ACTIVE          | VOIX ACTIVE | VOIX ACTIVE | VOIX ACTIVE     | VOIX ACTIVE      | VOIX ACTIVE |
|             | Indicatif   | Indicatif   | Indicatif   | Indicatif        | Indicatif            | Indicatif   | Subjonctif  | Subjonctif      | Subjonctif       | Subjonctif  |
| Présent     | Imparfait   | Futur       | Parfait     | Plus-que-parfait | Futur antérieur      | Présent     | Imparfait   | Parfait         | Plus-que-parfait |             |
| ----------- | ----------- | ----------- | ----------- | ---------------- | -------------------- | ----------- | ----------- | --------------- | ---------------- | ----------- |
| 1re p. sg.  | sum         | eram        | erō         | fui              | fueram               | fuerō       | sim         | essem (forem)   | fuerim           | fuissem     |
| 2e p. sg.   | es          | eras        | eris        | fuisti           | fueras               | fueris      | sis         | esses (fores)   | fueris           | fuisses     |
| 3e p. sg.   | est         | erat        | erit        | fuit             | fuerat               | fuerit      | sit         | esset (foret)   | fuerit           | fuisset     |
| 1re p. pl.  | sumus       | eramus      | erimus      | fuimus           | fueramus             | fuerimus    | simus       | essemus         | fuerimus         | fuissemus   |
| 2e p. pl.   | estis       | eratis      | eritis      | fuistis          | fueratis             | fueritis    | sitis       | essetis         | fueritis         | fuissetis   |
| 3e p. pl.   | sunt        | erant       | erunt       | fuerunt          | fuerant              | fuerint     | sint        | essent (forent) | fuerint          | fuissent    |
|             | Impératif   | Impératif   | Infinitif   | Infinitif        | Infinitif            | Participe   | Participe   |                 |                  |             |
|             | Présent     | Futur       | Présent     | Parfait          | Futur                | Présent     | Futur       |                 |                  |             |
| 2e p. sg.   | es          | estō        | esse        | fuisse           | futurum esse ou fore | -           | futurus     |                 |                  |             |
| 3e p. sg.   |             | estō        | esse        | fuisse           | futurum esse ou fore | -           | futurus     |                 |                  |             |
| 2e p. pl.   | este        | estōte      | esse        | fuisse           | futurum esse ou fore | -           | futurus     |                 |                  |             |
| 3e p. pl.   |             | suntō       | esse        | fuisse           | futurum esse ou fore | -           | futurus     |                 |                  |             |

Exemples
Optimus imperator eras. (tu étais un très bon général.)
Avec un composé de sum : obsum, es, esse, fui :
Parentibus obsum. (Je nuis à mes parents.)
Remarques :
- La 3e personne du pluriel de l’indicatif parfait peut prendre une désinence en -re au lieu de -runt : fuere.
- Le verbe esse n’a pas de gérondif ni de supin (mais possède un radical correspondant à ce dernier : fut-, utilisé pour le participe futur).
- Dans la langue classique, il ne possède pas de participe présent (-ens est bien plus tardif).
- Les verbes composés sur esse avec un préfixe se conjuguent à l’identique, sauf les particularités suivantes :
  - possum, potes, posse, potui, — (pouvoir) : le préfixe est pot- devant un e, pos- devant un s ; l’infinitif présent est posse et ce verbe n’a ni participe futur, ni infinitif futur, ni impératif.
  - prosum, prodes, prodesse, profui, — (être utile) : le préfixe pro- devient prod- devant un e.

| VOIX ACTIVE | VOIX ACTIVE | VOIX ACTIVE | VOIX ACTIVE | VOIX ACTIVE       | VOIX ACTIVE     | VOIX ACTIVE | VOIX ACTIVE | VOIX ACTIVE | VOIX ACTIVE      | VOIX ACTIVE |
|             | Indicatif   | Indicatif   | Indicatif   | Indicatif         | Indicatif       | Indicatif   | Subjonctif  | Subjonctif  | Subjonctif       | Subjonctif  |
| Présent     | Imparfait   | Futur       | Parfait     | Plus-que-parfait  | Futur antérieur | Présent     | Imparfait   | Parfait     | Plus-que-parfait |             |
| ----------- | ----------- | ----------- | ----------- | ----------------- | --------------- | ----------- | ----------- | ----------- | ---------------- | ----------- |
| 1re p. sg.  | eō          | ibam        | ibō         | ivi ou ii         | iveram          | iverō       | eam         | irem        | iverim           | ivissem     |
| 2e p. sg.   | is          | ibas        | ibis        | ivisti ou iisti   | iveras          | iveris      | eas         | ires        | iveris           | ivisses     |
| 3e p. sg.   | it          | ibat        | ibit        | ivit ou iit       | iverat          | iverit      | eat         | iret        | iverit           | ivisset     |
| 1re p. pl.  | imus        | ibamus      | ibimus      | ivimus ou iimus   | iveramus        | iverimus    | eamus       | iremus      | iverimus         | ivissemus   |
| 2e p. pl.   | itis        | ibatis      | ibitis      | ivistis ou iistis | iveratis        | iveritis    | eatis       | iretis      | iveritis         | ivissetis   |
| 3e p. pl.   | eunt        | ibant       | ibunt       | iverunt ou ierunt | iverant         | iverint     | eant        | irent       | iverint          | ivissent    |
|             | Impératif   | Impératif   | Infinitif   | Infinitif         | Infinitif       | Participe   | Participe   |             | Gérondif         | Supin       |
| Présent     | Futur       | Présent     | Parfait     | Futur             | Présent         | Futur       |             |             | Gérondif         | Supin       |
| 2e p. sg.   | i           | itō         | ire         | ivisse            | iturum esse     | iens        | iturus      | Accusatif   | eundum           | itum        |
| 3e p. sg.   |             | itō         | ire         | ivisse            | iturum esse     | iens        | iturus      | Génitif     | eundi            |             |
| 2e p. pl.   | ite         | itōte       | ire         | ivisse            | iturum esse     | iens        | iturus      | Datif       | eundō            |             |
| 3e p. pl.   |             | euntō       | ire         | ivisse            | iturum esse     | iens        | iturus      | Ablatif     | eundō            | itu         |

Remarques :
- Le radical du parfait iv- est souvent abrégé en i-.
- La 3e personne du pluriel de l’indicatif parfait peut prendre une désinence en -re au lieu de -runt : ivere (ou iere).
- Le participe présent iens a pour génitif euntis et se décline donc selon la 2e classe d’adjectifs sur le radical eunt-.
- Le verbe ire, n’étant pas transitif, n’a pas de conjugaison à la voix passive, pourtant il a :
  - un infinitif présent passif : iri, utilisé comme auxiliaire pour former l’infinitif futur passif de tous les autres verbes.
  - un adjectif verbal, qui s’utilise dans des tournures impersonnelles (donc seulement au genre neutre). Exemple : eundum est. (il faut aller.)
- Les verbes composés sur ire avec un préfixe se conjuguent à l’identique.

| VOIX ACTIVE | VOIX ACTIVE | VOIX ACTIVE | VOIX ACTIVE | VOIX ACTIVE      | VOIX ACTIVE     | VOIX ACTIVE | VOIX ACTIVE | VOIX ACTIVE | VOIX ACTIVE      | VOIX ACTIVE |
|             | Indicatif   | Indicatif   | Indicatif   | Indicatif        | Indicatif       | Indicatif   | Subjonctif  | Subjonctif  | Subjonctif       | Subjonctif  |
| Présent     | Imparfait   | Futur       | Parfait     | Plus-que-parfait | Futur antérieur | Présent     | Imparfait   | Parfait     | Plus-que-parfait |             |
| ----------- | ----------- | ----------- | ----------- | ---------------- | --------------- | ----------- | ----------- | ----------- | ---------------- | ----------- |
| 1re p. sg.  | volō        | volebam     | volam       | volui            | volueram        | voluerō     | velim       | vellem      | voluerim         | voluissem   |
| 2e p. sg.   | vis         | volebas     | voles       | voluisti         | volueras        | volueris    | velis       | velles      | volueris         | voluisses   |
| 3e p. sg.   | vult        | volebat     | volet       | voluit           | voluerat        | voluerit    | velit       | vellet      | voluerit         | voluisset   |
| 1re p. pl.  | volumus     | volebamus   | volemus     | voluimus         | volueramus      | voluerimus  | velimus     | vellemus    | voluerimus       | voluissemus |
| 2e p. pl.   | vultis      | volebatis   | voletis     | voluistis        | volueratis      | volueritis  | velitis     | velletis    | volueritis       | voluissetis |
| 3e p. pl.   | volunt      | volebant    | volent      | voluerunt        | voluerant       | voluerint   | velint      | vellent     | voluerint        | voluissent  |
|             | Infinitif   | Infinitif   | Participe   |                  |                 |             |             |             |                  |             |
|             | Présent     | Parfait     | Présent     |                  |                 |             |             |             |                  |             |
|             | velle       | voluisse    | volens      |                  |                 |             |             |             |                  |             |

Remarques :
- La 3e personne du pluriel de l’indicatif parfait peut prendre une désinence en -re au lieu de -runt : voluere.
- Le verbe velle a une conjugaison incomplète : pas de gérondif, pas de supin, pas d’infinitif futur, pas de participe futur, pas d’impératif.

| VOIX ACTIVE | VOIX ACTIVE | VOIX ACTIVE | VOIX ACTIVE | VOIX ACTIVE      | VOIX ACTIVE     | VOIX ACTIVE | VOIX ACTIVE | VOIX ACTIVE | VOIX ACTIVE      | VOIX ACTIVE |
|             | Indicatif   | Indicatif   | Indicatif   | Indicatif        | Indicatif       | Indicatif   | Subjonctif  | Subjonctif  | Subjonctif       | Subjonctif  |
| Présent     | Imparfait   | Futur       | Parfait     | Plus-que-parfait | Futur antérieur | Présent     | Imparfait   | Parfait     | Plus-que-parfait |             |
| ----------- | ----------- | ----------- | ----------- | ---------------- | --------------- | ----------- | ----------- | ----------- | ---------------- | ----------- |
| 1re p. sg.  | nolō        | nolebam     | nolam       | nolui            | nolueram        | noluerō     | nolim       | nollem      | noluerim         | noluissem   |
| 2e p. sg.   | non vis     | nolebas     | noles       | noluisti         | nolueras        | nolueris    | nolis       | nolles      | nolueris         | noluisses   |
| 3e p. sg.   | non vult    | nolebat     | nolet       | noluit           | noluerat        | noluerit    | nolit       | nollet      | noluerit         | noluisset   |
| 1re p. pl.  | nolumus     | nolebamus   | nolemus     | noluimus         | nolueramus      | noluerimus  | nolimus     | nollemus    | noluerimus       | noluissemus |
| 2e p. pl.   | non vultis  | nolebatis   | noletis     | noluistis        | nolueratis      | nolueritis  | nolitis     | nolletis    | nolueritis       | noluissetis |
| 3e p. pl.   | nolunt      | nolebant    | nolent      | noluerunt        | noluerant       | noluerint   | nolint      | nollent     | noluerint        | noluissent  |
|             | Impératif   | Impératif   | Infinitif   | Infinitif        | Participe       |             |             |             |                  |             |
|             | Présent     | Futur       | Présent     | Parfait          | Présent         |             |             |             |                  |             |
| 2e p. sg.   | noli        | nolitō      | nolle       | noluisse         | nolens          |             |             |             |                  |             |
| 3e p. sg.   |             | nolitō      | nolle       | noluisse         | nolens          |             |             |             |                  |             |
| 2e p. pl.   | nolite      | nolitōte    | nolle       | noluisse         | nolens          |             |             |             |                  |             |
| 3e p. pl.   |             | noluntō     | nolle       | noluisse         | nolens          |             |             |             |                  |             |

Remarques :
- La 3e personne du pluriel de l’indicatif parfait peut prendre une désinence en -re au lieu de -runt : noluere.
- Le verbe nolle a une conjugaison incomplète : pas de gérondif, pas de supin, pas d’infinitif futur, pas de participe futur.
- L’impératif de nolle sert comme auxiliaire pour former l'impératif des autres verbes dans une phrase négative ; il s’accompagne alors d’un verbe à l’infinitif présent. Exemple : Noli me tangere ! (Ne me touche pas !)

| VOIX ACTIVE | VOIX ACTIVE | VOIX ACTIVE | VOIX ACTIVE | VOIX ACTIVE      | VOIX ACTIVE     | VOIX ACTIVE | VOIX ACTIVE | VOIX ACTIVE | VOIX ACTIVE      | VOIX ACTIVE |
|             | Indicatif   | Indicatif   | Indicatif   | Indicatif        | Indicatif       | Indicatif   | Subjonctif  | Subjonctif  | Subjonctif       | Subjonctif  |
| Présent     | Imparfait   | Futur       | Parfait     | Plus-que-parfait | Futur antérieur | Présent     | Imparfait   | Parfait     | Plus-que-parfait |             |
| ----------- | ----------- | ----------- | ----------- | ---------------- | --------------- | ----------- | ----------- | ----------- | ---------------- | ----------- |
| 1re p. sg.  | malō        | malebam     | malam       | malui            | malueram        | maluerō     | malim       | mallem      | maluerim         | maluissem   |
| 2e p. sg.   | mavis       | malebas     | males       | maluisti         | malueras        | malueris    | malis       | malles      | malueris         | maluisses   |
| 3e p. sg.   | mavult      | malebat     | malet       | maluit           | maluerat        | maluerit    | malit       | mallet      | maluerit         | maluisset   |
| 1re p. pl.  | malumus     | malebamus   | malemus     | maluimus         | malueramus      | maluerimus  | malimus     | mallemus    | maluerimus       | maluissemus |
| 2e p. pl.   | mavultis    | malebatis   | maletis     | maluistis        | malueratis      | malueritis  | malitis     | malletis    | malueritis       | maluissetis |
| 3e p. pl.   | malunt      | malebant    | malent      | maluerunt        | maluerant       | maluerint   | malint      | mallent     | maluerint        | maluissent  |
|             | Infinitif   | Infinitif   | Participe   |                  |                 |             |             |             |                  |             |
|             | Présent     | Parfait     | Présent     |                  |                 |             |             |             |                  |             |
|             | malle       | maluisse    | malens      |                  |                 |             |             |             |                  |             |

Remarques :
- La 3e personne du pluriel de l’indicatif parfait peut prendre une désinence en -re au lieu de -runt : maluere.
- Le verbe malle a une conjugaison incomplète : pas de gérondif, pas de supin, pas d’infinitif futur, pas de participe futur, pas d’impératif.

| VOIX ACTIVE  | VOIX ACTIVE | VOIX ACTIVE | VOIX ACTIVE | VOIX ACTIVE      | VOIX ACTIVE     | VOIX ACTIVE     | VOIX ACTIVE | VOIX ACTIVE | VOIX ACTIVE      | VOIX ACTIVE  |
|              | Indicatif   | Indicatif   | Indicatif   | Indicatif        | Indicatif       | Indicatif       | Subjonctif  | Subjonctif  | Subjonctif       | Subjonctif   |
| Présent      | Imparfait   | Futur       | Parfait     | Plus-que-parfait | Futur antérieur | Présent         | Imparfait   | Parfait     | Plus-que-parfait |              |
| ------------ | ----------- | ----------- | ----------- | ---------------- | --------------- | --------------- | ----------- | ----------- | ---------------- | ------------ |
| 1re p. sg.   | ferō        | ferebam     | feram       | tuli             | tuleram         | tulerō          | feram       | ferrem      | tulerim          | tulissem     |
| 2e p. sg.    | fers        | ferebas     | feres       | tulisti          | tuleras         | tuleris         | feras       | ferres      | tuleris          | tulisses     |
| 3e p. sg.    | fert        | ferebat     | feret       | tulit            | tulerat         | tulerit         | ferat       | ferret      | tulerit          | tulisset     |
| 1re p. pl.   | ferimus     | ferebamus   | feremus     | tulimus          | tuleramus       | tulerimus       | feramus     | ferremus    | tulerimus        | tulissemus   |
| 2e p. pl.    | fertis      | ferebatis   | feretis     | tulistis         | tuleratis       | tuleritis       | feratis     | ferretis    | tuleritis        | tulissetis   |
| 3e p. pl.    | ferunt      | ferebant    | ferent      | tulerunt         | tulerant        | tulerint        | ferant      | ferrent     | tulerint         | tulissent    |
|              | Impératif   | Impératif   | Infinitif   | Infinitif        | Infinitif       | Participe       | Participe   |             | Gérondif         | Supin        |
| Présent      | Futur       | Présent     | Parfait     | Futur            | Présent         | Futur           |             |             | Gérondif         | Supin        |
| 2e p. sg.    | fer         | fertō       | ferre       | tulisse          | laturum esse    | ferens          | laturus     | Accusatif   | ferendum         | latum        |
| 3e p. sg.    |             | fertō       | ferre       | tulisse          | laturum esse    | ferens          | laturus     | Génitif     | ferendi          |              |
| 2e p. pl.    | ferte       | fertōte     | ferre       | tulisse          | laturum esse    | ferens          | laturus     | Datif       | ferendō          |              |
| 3e p. pl.    |             | feruntō     | ferre       | tulisse          | laturum esse    | ferens          | laturus     | Ablatif     | ferendō          | latu         |
| VOIX PASSIVE |             |             |             |                  |                 |                 |             |             |                  |              |
|              | Indicatif   | Indicatif   | Indicatif   | Indicatif        | Indicatif       | Indicatif       | Subjonctif  | Subjonctif  | Subjonctif       | Subjonctif   |
| Présent      | Imparfait   | Futur       | Parfait     | Plus-que-parfait | Futur antérieur | Présent         | Imparfait   | Parfait     | Plus-que-parfait |              |
| 1re p. sg.   | feror       | ferebar     | ferar       | latus sum        | latus eram      | latus erō       | ferar       | ferrer      | latus sim        | latus essem  |
| 2e p. sg.    | ferris      | ferebaris   | fereris     | latus es         | latus eras      | latus eris      | feraris     | ferreris    | latus sis        | latus esses  |
| 3e p. sg.    | fertur      | ferebatur   | feretur     | latus est        | latus erat      | latus erit      | feratur     | ferretur    | latus sit        | latus esset  |
| 1re p. pl.   | ferimur     | ferebamur   | feremur     | lati sumus       | lati eramus     | lati erimus     | feramur     | ferremur    | lati simus       | lati essemus |
| 2e p. pl.    | ferimini    | ferebamini  | feremini    | lati estis       | lati eratis     | lati eritis     | feramini    | ferremini   | lati sitis       | lati essetis |
| 3e p. pl.    | feruntur    | ferebantur  | ferentur    | lati sunt        | lati erant      | lati erunt      | ferantur    | ferrentur   | lati sint        | lati essent  |
|              | Impératif   | Infinitif   | Infinitif   | Infinitif        | Participe       | Adjectif verbal |             |             |                  |              |
|              | Présent     | Présent     | Parfait     | Futur            | Parfait         | Adjectif verbal |             |             |                  |              |
| 2e p. sg.    | ferre       | ferri       | latum esse  | latum iri        | latus           | ferendus        |             |             |                  |              |
| 2e p. pl.    | ferimini    | ferri       | latum esse  | latum iri        | latus           | ferendus        |             |             |                  |              |

Remarques :
- À la voix passive, la 2e personne du singulier peut prendre une désinence en -re au lieu de -ris : ferre, ferebare, ferere, ferare, ferrere.
- À la voix active, la 3e personne du pluriel de l’indicatif parfait peut prendre une désinence en -re au lieu de -runt : tulere.